# (4884) Bragaria
(4884) Bragaria es un asteroide perteneciente al cinturón de asteroides, descubierto el 21 de julio de 1979 por Nikolái Stepánovich Chernyj desde el Observatorio Astrofísico de Crimea (República de Crimea).

## Designación y nombre
Designado provisionalmente como 1979 OK15. Fue nombrado Bragaria en honor a "Luka Fedorovich Bragar'", profesor en el Instituto Pedagófico Tiraspol (Moldavia), conocido por su contribución a la dinámica de rotación de los asteroides y divulgador del conocimiento astronómico.

## Características orbitales
Bragaria está situado a una distancia media del Sol de 2,224 ua, pudiendo alejarse hasta 2,597 ua y acercarse hasta 1,851 ua. Su excentricidad es 0,167 y la inclinación orbital 4,707 grados. Emplea 1211 días en completar una órbita alrededor del Sol.

## Características físicas
La magnitud absoluta de Bragaria es 13,8. Está asignado al tipo espectral S según la clasificación SMASSII.